# Thomas H. Cullen
Thomas Henry Cullen (ur. 29 marca 1868 w Brooklynie, zm. 1 marca 1944 w Waszyngtonie) – amerykański polityk, członek Partii Demokratycznej.

## Działalność polityczna
Od 1896 do 1898 zasiadał w New York State Assembly, a od 1899 do 1918 w New York State Senate. W okresie od 4 marca 1919 do śmierci 1 marca 1944 przez trzynaście kadencji był przedstawicielem 4. okręgu wyborczego w stanie Nowy Jork w Izbie Reprezentantów Stanów Zjednoczonych.